# Une créature de rêve
Pour plus de détails, voir Fiche technique et Distribution.
Une créature de rêve (Weird Science) est un film américain réalisé par John Hughes et sorti en 1985.
À Shermer dans l'Illinois, Gary et Wyatt sont deux adolescents sujets de moquerie à l'école et sans succès auprès des filles. En regardant le film Frankenstein, Gary a l'idée de créer une femme artificielle à l'aide de l'ordinateur de Wyatt. Le résultat est Lisa, une superbe jeune femme, qui s'avère très délurée et dotée de super-pouvoirs. Afin de les amener à se prendre en main et à retrouver confiance en eux-mêmes, Lisa entraîne les deux amis dans une suite d'aventures fantastiques et loufoques, qui incluent la quasi-destruction de la maison des parents de Wyatt, et un combat contre des motards mutants échappés de Mad Max 2 : Le Défi et de La colline a des yeux.

## Synopsis
Les étudiants ringards exclus de la société Gary Wallace et Wyatt Donnelly du lycée Shermer (le même lycée fictif utilisé dans The Breakfast Club) sont humiliés par les sportifs seniors Ian et Max pour s'être évanouis devant leurs copines pom-pom girls Deb et Hilly. Humilié et déçu de l'orientation de leur vie et en voulant plus, Gary convainc Wyatt, coincé, qu'ils ont besoin d'un regain de popularité pour éloigner leurs béguins de Ian et Max. Seul pour le week-end alors que les parents de Wyatt sont partis, Gary s'inspire du classique Frankenstein de 1931 pour créer une femme virtuelle à l'aide de l'ordinateur de Wyatt, lui insufflant tout ce qu'ils peuvent concevoir pour faire la femme de rêve parfaite.
Après avoir accroché des électrodes à une poupée et piraté un système informatique gouvernemental pour obtenir plus de puissance, une surtension crée Lisa, une femme belle et intelligente dotée de pouvoirs de transmogrification. Rapidement, elle se procure une décapotable Cadillac Eldorado rose de 1959 pour emmener les garçons dans un bar de musique blues à Chicago, utilisant ses pouvoirs pour procurer de fausses pièces d'identité à Gary et Wyatt.
Ils rentrent chez eux ivres où Chet, le méchant frère aîné de Wyatt, extorque 175 $ pour son silence. Lisa accepte de se cacher de lui, mais elle se rend compte que Gary et Wyatt, bien qu'extrêmement gentils, sont très tendus et ont besoin de se détendre. Après une autre expérience humiliante au centre commercial où Max et Ian versent une glace aux cerises sur Gary et Wyatt devant une foule, Lisa raconte aux intimidateurs une fête chez Wyatt, avant de repartir dans une Porsche 928 qu'elle a conjurée pour Gary.
Malgré les protestations de Wyatt, Lisa insiste pour que la fête ait lieu afin de détendre les garçons. Elle rencontre les parents de Gary, Al et Lucy, qui, au grand embarras de Gary, sont choqués et consternés par les choses qu'elle dit et par sa franchise. Après avoir tiré sur eux un magnum inoxydable .44 (révélé plus tard à Gary comme étant un pistolet à eau), elle modifie leurs souvenirs pour que Lucy oublie le conflit; cependant, Al oublie complètement qu'ils ont eu un fils.
Chez les Donnelly, la fête devient incontrôlable tandis que Gary et Wyatt se réfugient dans la salle de bain, où ils décident de passer un bon moment, bien qu'ils se soient embarrassés devant Deb et Hilly. Dans la chambre de Wyatt, Ian et Max convainquent Gary et Wyatt de recréer les événements qui ont créé Lisa, mais cela échoue. Lisa les réprimande pour leur utilisation abusive de la magie pour impressionner leurs bourreaux. Elle explique également qu'ils ont oublié de connecter la poupée ; ainsi, avec les électrodes nues mais actives posées sur une page de magazine montrant un missile balistique à moyenne portée Pershing II, un véritable missile apparaît et s'écrase à travers la maison.
Pendant ce temps, les grands-parents de Wyatt arrivent et confrontent Lisa à propos de la fête, mais elle les met dans un état catatonique et intemporel et les cache dans un placard de cuisine. Lisa se rend compte que les garçons ont besoin d'un défi pour renforcer leur confiance en eux et demande à une bande de motards mutants d'organiser la fête, provoquant le chaos et terrorisant les invités.
Lorsque les motards prennent Deb et Hilly en otage, Wyatt et Gary affrontent les motards, ce qui fait que Deb et Hilly tombent amoureux d'eux. Les motards partent, et le lendemain matin, Chet revient de la chasse au canard pour découvrir la maison en désordre, avec notamment une tempête de neige localisée dans sa chambre, et le missile. Lisa demande aux garçons d'escorter les filles chez elles pendant qu'elle parle seule à Chet. Gary et Wyatt proclament leurs sentiments, et les deux filles leur rendent la pareille.
De retour à la maison, les garçons découvrent Chet, désormais transformé en un tas d'excréments parlant. Il s'excuse auprès de Wyatt pour son comportement. À l'étage, Lisa leur assure que Chet reviendra bientôt à la normale et, réalisant que son objectif est atteint, elle serre Gary et Wyatt dans ses bras en larmes avant de se dématérialiser. Alors qu'elle part, la maison est nettoyée « comme par magie » et tout redevient normal, y compris Chet. Les parents de Wyatt rentrent chez eux, ignorant complètement que quelque chose d'inhabituel s'est produit.
Plus tard, Lisa apparaît comme la nouvelle professeure de gym au lycée Shermer.

## Fiche technique
- Titre français et québécois : Une créature de rêve
- Titre original : Weird Science
- Réalisation et scénario : John Hughes
- Musique : Ira Newborn
- Photographie : Matthew F. Leonetti
- Montage : Chris Lebenzon
- Production : Joel Silver
- Société de production : Universal Pictures
- Pays de production :  États-Unis
- Langue originale : anglais
- Format : Couleurs - son Dolby - 35 mm
- Genre : comédie, science-fiction
- Durée : 94 minutes
- Date de sortie :
  - États-Unis : 2 août 1985
  - France : 5 février 1986

## Distribution
- Anthony Michael Hall (VF : Éric Legrand) : Gary Wallace
- Kelly LeBrock (VF : Micky Sébastian) : Lisa
- Ilan Mitchell-Smith (VF : Luq Hamet) : Wyatt Donnelly
- Bill Paxton (VF : Dominique Collignon-Maurin) : Chett Donnelly
- Suzanne Snyder (en) (VF : Amélie Morin) : Deb
- Judie Aronson : Hilly
- Robert Downey Jr. (VF : Vincent Ropion) : Ian
- Robert Rusler (VF : William Coryn) : Max
- Vernon Wells (VF : Alain Dorval) : Lord General (il reprend le rôle de Wez dans Mad Max 2)
- Britt Leach : Al Wallace
- Barbara Lang : Lucy Wallace
- Michael Berryman (VF : François Leccia) : le motard mutant (il reprend le rôle de Pluto dans La colline a des yeux)
- Ivor Barry : Henry Donnelly
- Anne Bernadette Coyle : Carmen Donnelly
- Jennifer Balgobin (VF : Maïk Darah) : la copine de Lord General

## Production
Le tournage a lieu d'octobre à décembre 1984. Il se déroule dans l'Illinois (Chicago, Northbrook, Skokie, Highland Park) ainsi que dans les Universal Studios en Californie.

## Bande originale
La chanson-titre, Weird Science, est interprétée par le groupe Oingo Boingo et écrit par son leader, Danny Elfman. L'album de la bande originale est édité par MCA Records.

### Liste des titres
Face 1
1. Weird Science – Oingo Boingo – 3:48
2. Private Joy – Cheyne – 4:17
3. The Circle – Max Carl – 3:46
4. Turn It On – Kim Wilde – 4:40
5. Deep in the Jungle – Wall of Voodoo – 3:48

Face 2
1. Do Not Disturb (Knock Knock) – The Broken Homes – 3:42
2. Forever – Taxxi (en) – 3:53
3. Why Don't Pretty Girls Look at Me – The Wild Men of Wonga – 3:30
4. Method to My Madness – The Lords of the New Church – 3:17
5. Eighties – Killing Joke – 3:50
6. Weird Romance – Ira and the Geeks – 2:10

## Accueil

### Box-office
- Recettes  Mondiales : 38 934 048 $[3]
  - dont  États-Unis : 23 834 048 $[3]
- Entrées  France : 322 026[4]
  - dont Paris : 49 924[4]

## Distinction
Ilan Mitchell-Smith est nommé pour sa performance aux Saturn Awards 1986 dans la catégorie meilleur jeune acteur.

## Postérité
Le concept du film a été adapté dans une série télévisée intitulée Code Lisa (Weird Science), diffusée dans les années 1990.
En 2013, Universal Pictures développe un remake, toujours produit par Joel Silver, avec un scénario écrit par Michael Bacall. L'idée est de se distinguer de l'original dans la lignée de récentes comédies classées R comme 21 Jump Street et Very Bad Trip. Cependant, le projet ne se concrétise pas. En 2017, Ilan Mitchell-Smith évoque la participation de Channing Tatum au film.